# エコプラス
株式会社エコプラスは、宮城県名取市に本社を置き、中古品リユース販売を行う企業。ハードオフコーポレーションの100%子会社。

## 概要
ハードオフコーポレーションのフランチャイジーとして、1999年にデンコードー全額出資で設立。主に、デンコードービレッジ(K'sビレッジ)形態の店舗の敷地内、あるいはかつてデンコードーブランドないしはデンコードー運営のケーズデンキの店舗があった跡地のいずれかに立地し、「ハードオフ」と「オフハウス」・「ホビーオフ」・「ガレージオフ」等の2ブランド以上の複合店舗中心で運営している。
2014年7月1日をもって、デンコードーの連結子会社から外れている。2020年10月1日付で、簡易株式交換によりハードオフコーポレーションの完全子会社となった。ハードオフコーポレーションの完全子会社化により、エコプラスが展開している店舗はハードオフコーポレーションの直営化となった。ハードオフコーポレーションは、エコプラスを完全子会社化することにより、北海道・東北地方における営業基盤の強化を図る。

## 沿革
- 1999年4月12日 - 設立。
- 2014年7月1日 - デンコードーの連結子会社から外れる。
- 2020年10月1日 - 簡易株式交換により、ハードオフコーポレーションの完全子会社となる。

## 営業形態
- ハードオフ
- オフハウス
- ホビーオフ
- ガレージオフ

そのほとんどが、ハードオフを含む2ブランド以上の同居形態を取っている。